# Андреев, Иван Филимонович
Ива́н Филимо́нович Андре́ев (19 июня 1908, Поланур, Царевококшайский уезд, Казанская губерния, Российская империя — 14 декабря 1966, Йошкар-Ола, Марийская АССР, РСФСР, СССР) — марийский советский учёный-языковед и журналист. Ответственный редактор республиканской газеты Марийской АССР «Марий коммуна» (ныне — газета «Марий Эл») (1943—1954). Директор МарНИИ (1943, 1954—1956). Член ВКП(б) с 1939 года.

## Биография
Родился 19 июня 1908 года в деревне Поланур ныне Медведевского района Марий Эл в семье крестьян-середняков. 
В 1936 году окончил Ленинградский институт истории, философии и лингвистики.
С 1937 года — заместитель директора, учёный секретарь Марийского НИИ.
С 1941 года — заместитель заведующего Маргосиздатом, с 1942 года — заместитель редактора, с июля 1943 года — ответственный редактор республиканской газеты «Марий коммуна». 
В 1943 и 1954—1956 годах — директор МарНИИ. 
В 1947—1955 годах избирался депутатом Верховного Совета Марийской АССР 2—3-го созыва.
Награждён орденами Отечественной войны I степени, Трудового Красного Знамени и четырежды — Почётной грамотой Президиума Верховного Совета Марийской АССР.
Скончался 14 декабря 1966 года в Йошкар-Оле.

## Научная деятельность
Ему принадлежат работы по марийскому языкознанию, в том числе и ряд учебников для марийских школ, изданных в 1939, 1941 годах и в послевоенные годы.
В 1941, 1943 и 1946 годах стал одним из авторов «Русско-марийского словаря» и его переизданий для неполных средних школ.

## Признание заслуг
- Орден Трудового Красного Знамени (1951)[1]
- Орден Отечественной войны I степени (1946)[1]
- Почётная грамота Президиума Верховного Совета Марийской АССР (1941, 1946, 1953, 1957)[1]